# Britannicus (Racine)
Britannicus ist eine Tragödie in fünf Akten von Jean Racine und sein erstes Werk, dessen Handlung im antiken Rom spielt.
Die Premiere war am 13. Dezember 1669 im Hôtel de Bourgogne in Paris. Das Stück besteht aus 1768 Alexandrinern. Der Autor hatte es dem Herzog von Chevreuse gewidmet.

## Inhalt
Akt I.
Der 18-jährige Nero, seit einem reichlichen Jahr römischer Kaiser, will nichts von seiner Gattin Octavia wissen und lässt nachts durch seine Wachen Prinzessin Junia, die Braut seines 14-jährigen Stiefbruders Britannicus, entführen und in seinen Palast verschleppen. Neros Mutter Agrippina sorgt sich um Britannicus. Durch ihre Arglist, gesteht sie insgeheim ein, wurde der Junge um den Kaiserthron betrogen. Jedenfalls möchte Agrippina von Nero den Grund des nächtlichen Raubes wissen. Das ist nicht einfach. Auch der Mutter ist der junge Kaiser überdrüssig. Britannicus will mit seiner inhaftierten Braut sprechen und benötigt dazu die Erlaubnis des Kaisers. Er bedient sich hierbei seines Lehrers Narcissus.
Akt II.
Nero gesteht Narcissus, er liebe Junia trotz aller Gewissensbisse. Narcissus äußert dazu einen festen Standpunkt: „Befehlt, daß man Euch lieb, so werdet Ihr geliebt.“ Er weiß, was der Kaiser von Junia will, dient sich beim Imperator an und will Britannicus hintergehen. Nero nimmt solchen Verrat unkommentiert hin und lässt den Stiefbruder vor. Mit großer Geste teilt er Junia mit, er wolle sie ehelichen. Junia artikuliert ihr Erstaunen. Als Staatsverbrecherin in den Kaiserpalast verbracht, soll sie auf einmal den Bräutigam nicht mehr lieben dürfen. Nero will Britannicus am Leben lassen, wenn sich Junia von ihm lossagt. Es müsse aber so aussehen, dass die Abfuhr nicht vom Kaiser befohlen wurde. Nero wolle als Lauscher Junias Worte und Mienen überwachen. Junia bittet den Herrscher vergeblich, den Geliebten nicht mehr sehen zu müssen.
Während der arrangierten Begegnung eröffnet Junia dem Britannicus, dass Nero lauscht. Tief enttäuscht klagt Britannicus: „Gefällt Euch Nero schon? Ward ich bereits Euch leid?“
Akt III.
Burrhus, ein Protegé Agrippinas, vermittelt zwischen dem Kaiser und seiner Mutter. Nero gesteht seinem Erzieher Burrhus: „Ich liebe, weil ich muß.“ Burrhus widerspricht, geht zu Agrippina und empfiehlt ihr diplomatisches Vorgehen. Nero müsse den Weg zu Octavia zurückfinden. Narcissus, vom Kaiser angestachelt, soll Britannicus noch mehr leiden lassen. So verneint Narcissus die Frage, ob Britannicus die Geliebte wieder sehen darf: „Unmöglich, Herr, sie hört, was ihr im Augenblick der neue Liebste schwört.“ Doch Junia erscheint. Unter vier Augen beklagt Britannicus sein Schicksal. Er wurde von der Geliebten verlassen. Junia stellt richtig: „Nero hat uns belauscht, Nero zwang mich zu lügen.“ Zudem erkennt Junia die Gefahr und fordert den Geliebten vergeblich zur Flucht auf. Das Unheil nimmt seinen Lauf. Nero kommt hinzu und kehrt den Herrscher heraus. Der Kaiser droht nicht nur Strafen an, sondern lässt das Brautpaar getrennt in seinem Palast bewachen.
Akt IV.
Neros rüdes Vorgehen ruft Agrippina auf den Plan. Sie macht dem Sohn Vorhaltungen. Junia sei Britannicus versprochen und möge den Gatten wählen. Der Kaiser begehrt gegen die Mutter auf. Er will nicht länger ihr Sprachrohr und Werkzeug bleiben.
Auf einmal gibt Nero nach und schwenkt sogar um. Er kündigt die große Versöhnungsfeier mit dem Stiefbruder an. Sobald die Mutter fort ist, schlägt Nero ganz andere Töne an. Britannicus soll ermordet werden. Narcissus hat von Lucusta den Giftbecher bereits mischen lassen. Nero zaudert. Werden die Römer ihn wohl Giftmischer nennen? Narcissus packt den Zauderer an einem Schwachpunkt. Will Nero ewig der Mutter gehorchen? Der Meuchelmord ist nun für Nero beschlossene Sache.
Akt V.
Britannicus atmet auf. Der Stiefbruder will sich mit ihm versöhnen. Junia fürchtet einen Fallstrick. Agrippina glaubt an den guten Willen des Sohnes, so scheint es.
Nachdem Britannicus vergiftet wurde, verweist Nero auf eine chronische Erkrankung als Todesursache. Im Beisein von Narcissus und Burrhus nennt Agrippina ihren Sohn einen Mörder. Nero bekommt Junia nicht. Ihr gelingt die Flucht in den Tempel der Vesta. Narcissus, der die Flüchtende aufhalten will, wird aus der Volksmenge heraus erstochen. Ein Stoßseufzer des Burrhus, gerichtet an Agrippina, beschließt das Stück: „Ihr Götter. gebt, daß dies sein [Neros] letzter Frevel bleibe!“

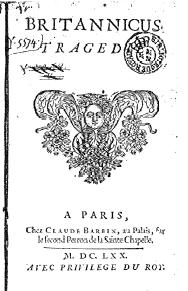
Britannicus, Erstdruck 1670

## Aufführungen
Das Stück wurde zum ersten Mal am 13. Dezember 1669 im Hôtel de Bourgogne aufgeführt. Die Rolle der Agrippina spielte Claude de Vin des Œillets, eine der Mätressen König Ludwigs XIV. Die Rolle des Britannicus spielte Brécourt, damals einer der Hauptinterpreten in Racine-Stücken. Die Rolle der Junia war mit Mademoiselle Dennebault, eine Schauspielerin aus der Truppen Molières und eine der ersten Sociétaires de la Comédie-Française, prominent besetzt. In der Uraufführung spielte der Publikumsliebling Floridor die Rolle des Nero, wurde aber in den folgenden Aufführungen durch einen anderen, weniger beliebten Schauspieler ersetzt, da ihn das Publikum nicht in einer unsympathischen Rolle sehen wollte. Für Floridor war es die vorletzte Rolle in seiner langen Theaterkarriere.
1872 inszenierte Émile Perrin (1814–1885) das Stück an der Comédie-Française, mit Jean Mounet-Sully (Nero), Jules-Théophile Boucher (Britannicus) und Sarah Bernhardt (Junia). Die Premiere war am 14. Dezember 1872.
1938 inszenierte Jean Yonnel (1891–1968) den Britannicus, ebenfalls an der Comédie-Française, mit Julien Bertheau (Britannicus), Jeanne Sully (Junia) und Maurice Escande (Narzissus) und spielte selbst die Rolle des Nero. Premiere war am 28. November 1938.
1941 brachte das Théâtre des Bouffes-Parisiens das Stück in einer Inszenierung von Jean Marais heraus. Marais, der auch Bühnenbild und Kostüme entwarf, spielte hier zum ersten Mal die Rolle des Nero. Weitere Rollen waren mit Serge Reggiani (Britannicus), Gabrielle Dorziat (Agrippina), Jacqueline Porel (Junia), Louis Salou (Narcissus) und Henri Nassiet (Burrhus) besetzt.
Die Premiere der ersten Britannicus-Inszenierung an der Comédie-Française nach dem Krieg fand am 3. März 1946 statt. Unter der Regie von Julien Bertheau spielten Jean Chevrier (Nero), Pierre Gallon (Britannicus), Renée Faure (Junia), Louis Seigner (Burrhus), Julien Bertheau spielte den Narcissus. Die Bühnenmusik komponierte André Jolivet.
1952 inszenierte Jean Marais das Stück ein weiteres Mal, jetzt an der Comédie-Française. Premiere war am 14. Januar 1952, die letzte Vorstellung am 28. September 1954. Auch hier entwarf Marais Kostüme und Bühnenbild und spielte, abwechselnd mit Jean Chevrier (1915–1975), die Rolle des Nero. Die Premiere fand am 14. Januar 1952 statt und endete spektakulär. Marais wurde ausgebuht, und es kam zu Handgreiflichkeiten im Publikum. Trotzdem erlebte die Inszenierung insgesamt 97 Aufführungen im selben Haus, neben zwei weiteren am Théâtre des Célestins in Lyon und sechs am Saint James’s Theatre in London. Nach Britannicus trennte sich Marais von der Comédie-Française.
1968 wurde das Stück in einer Inszenierung durch Maurice Escande im Rahmen des Festival dramatique d'Arles im Römischen Theater in Arles gezeigt, mit Jacques Destoop (Nero), Jean-François Poron (Britannicus), Annie Ducaux (Agrippina), Bérengère Dautun (Junia) und Robert Party (Burrhus).
1980 brachte das Théâtre des Célestins de Lyon den Britannicus in einer Inszenierung durch Jean Meyer heraus, mit Maria Casares (Junia), Claude Jade, Jean-Paul Lucet (Britannicus) und Agnès Chentrier. Premiere war am 11. Februar 1980.
1998 stand Britannicus in der Übersetzung von Robert David MacDonald (1929–2004) auf dem Spielplan des Londoner Almeida Theatre. Unter der Regie von Jonathan Kent spielte Kevin McKidd die Titelrolle, Toby Stephens den Nero, Diana Rigg die Agrippina und Julian Glover den Narcissus. Die Bühnenmusik komponierte Jonathan Dove. Spielort war das Albery Theatre, Premiere war am 29. Oktober 1998. Vom 5. bis 17. Januar 1999 wurde das Stück mit einer weiteren Almeida-Produktion, Racines Phèdre, an der Brooklyn Academy of Music in New York gezeigt.
Die bisher jüngste Präsentation des Britannicus an der Comédie-Française fand im Juni 2018 statt. Unter der Regie vom Stéphane Braunschweig spielten Laurent Stocker (Néro), Stéphane Varupenne (Britannicus), Dominique Blanc (Agrippina) und Georgia Scalliet (Junia). Premiere war am 21. Juni 2018.
2022 brachte das Londoner Lyric Hammersmith Theatre den Britannicus in der Übersetzung von Timberlake Wertenbaker heraus, Regie führte Atri Banerjee. Die Rollen waren u. a. mit William Robinson (Nero), Nathaniel Curtis (Britannicus), Sirine Saba (Agrippina) und Shyvonne Ahmmad (Junia) besetzt. Die Rolle des Burrhius, Neros Erzieher, besetzte Banerjee mit einer Frau, Helena Lymbery. Premiere des Stücks war am 26. Mai 2022. Die Inszenierung erntete fast ausschließlich positive Kritiken, sowohl von Seiten der Feuilletons überregionaler Zeitungen als auch von der Boulevardpresse.
Der Daily Express titelte: „Fantastic backstabbing fun with a towering central performance“ und der Guardian lobte Banerjees hinreißende Inszenierung, die transparente Übersetzung und die Leistung der Schauspieler.

## Ausgaben
- Jean Racine: Théâtre de Jean Racine. Britannicus, Bérénice, Bajazet, Mithridate (Éd. 1823). Hachette, Paris, 2012, ISBN 978-2-01-262776-5.
- Britannicus. Tragédie. Avec une notice biographique, une notice historique et litteraire, des notes explicatives, des jugements, un questionnaire et des sujets de devoirs, par Pierre Richard. Larousse, Paris, 1961 (Nouveaux classiques Larousse).

Übersetzungen
- Britannicus (1669). Aus dem Franz. von Adolf Laun. Bibliographisches Institut, Leipzig um 1890.
- Britannicus. Trauerspiel in 5 Aufzügen. Übers. Karl Theodor Gaedertz. Reclam, Leipzig, vor 1917. (Reclams Universal-Bibliothek. 1293.)
- Britannicus. S. 89–161, in: Rudolf Alexander Schröder: Gesammelte Werke. Band 6. Suhrkamp, Frankfurt a. M. 1958. (alle wörtlichen Zitate aus dieser Ausgabe)
- Berenike. Britannicus. Übersetzung in Versen von Simon Werle. Verlag der Autoren, Frankfurt am Main 1987. ISBN 3-88661-083-7

Erstaufführung am 26. November 1987, Residenztheater München
- Britannicus. Französisch/deutsch. Übers. u. hrsg. von Barbara Mitterer. Reclam, Stuttgart, 1993 (Reclams Universal-Bibliothek. 1293.) ISBN 978-3-15-001293-2.

## Anmerkung
1. ↑  
Junia und ihr Bruder Silanus sind Nachfahren (Ururenkel) von Augustus (Verwendete Ausgabe, S. 759, 5. Z.v.o.). Die Schwestern Iunia Calvina und Iunia Silana waren Ururenkelinnen des Augustus.